# برادران سعیدی
محمد و علی سعیدی (زادهٔ ۸ آبان ۱۳۶۰ در اصفهان)، خواننده در سبک سنتی ایرانی هستند. آن‌ها تنها دوقلوهای آواز ایرانی محسوب می‌شوند.

## زندگی
محمد و علی سعیدی در سال ۱۳۶۰ خورشیدی در اصفهان به دنیا آمدند. شروع فعالیت رسمی آن‌ها در زمینه موسیقی با خواندن در مراسم‌های مذهبی و به ویژه تعزیه خوانی با بزرگان تعزیه ایران نظیر علی محمد حجازی، هاشم فیاض، عباس جواهری، علاءالدین قاسمی، رضا مشایخی، اسماعیل محمدی و… همراه بود.
همزمان با اجرای تعزیه در کلاس‌های فضل‌الله شاهزمانی (از شاگردان جلال تاج اصفهانی و مهدی یاوری) شرکت کردند و ضمن فراگیری ردیف‌های آوازی، در کلاس‌های شاهزمانی با ظرایفش آشنا شدند، سپس همکاری خود را با گروه موسیقی دلنوازان به سرپرستی و آهنگسازی امیر اسلامی آغاز و کنسرتهایی در اصفهان و تهران بنفع کودکان مبتلا به تالاسمی اجرا نمودند.
بعد از سه سال، موفق به گذراندن دوره نفس‌گیری و تکنیک آواز نزد محمدعلی کیانی نژاد شدند. هم‌اکنون نیز از آموزش‌های محمد تقی سعیدی استفاده می‌کنند.

## فعالیتهای رسمی و کنسرت ها
- کنسرت موسیقی در سالن راخمانینف کنسرواتوار چایکوفسکی همراه با گروه تیرگان در شهر مسکو[۷][۸][۹]
- کنسرت کشور آلمان-۱۳۸۸
- اجرای بعضی از تصنیف‌های عبدالحسین برازنده و فرزندش جمشید برازنده برای مرکز موسیقی و سرود صداوسیمای ایران و پخش از شبکه‌های مختلف سراسری و استانی و برون مرزی در برنامه‌هایی نظیر کاروان شعر و موسیقی، صبح آمد، زنده رود و …
- فستیوال استراسبورگ فرانسه - ۱۴۰۰. این جشنواره به دلیل شیوع کرونا به صورت مجموعه‌ای از رویدادهای برخط با مشارکت انجمن دوستی فرایبورگ و اصفهان در روز ۳۰ مارس (۳۰ اسفند ۹۹) بر پا شد. دوقلوهای آواز ایران به همراهی نوازندگان علی هاشمی (تار)، علی مرادزاده (کمانچه) و امیر رفیعی (تنبک) تصنیف رنگهای طبیعت ساخته‌ی عبدالحسین برازنده را اجرا کردند.  [۱۰] برادران سعیدی پیش از این در سال ۸۸ در آلمان آواز خواندند و دومین بار به دعوت کنسرواتوار دولتی چایکوفسکی مسکو به روسیه سفر کردند. فستیوال نوروزی استراسبورگ سومین حضور اروپایی دو برادر بود .[۱۱]

## ترانه‌شناسی برادران سعیدی
| ردیف | نام آلبوم یا تک آهنگ | سال اجرا / انتشار | آهنگ‌ساز                          | نوازندگان | خواننده          | ناشر                                   | توضیحات |
| ۱    | ارگ خاموش            | ۱۳۹۳              | فريبرز رستمي                     |           | محمد و علی سعیدی | موسسه فرهنگی هنری آشیانه کودک و نوجوان | در اين آلبوم قطعاتي چون تصنيف شهر بم در دستگاه همايون، ساز و آواز بر اساس اشعاري از شفيعي كدكني، تصنيف نگاه نهاني در دستگاه دشتي، ساز و آواز شور با شعري از قاآني و سعدي و تصنيف جان جان در آواز دشتي به چشم مي‌خورد. |
| ۲    | قطعه سرزمین بااصالت  | ۱۳۹۷              | محسن حسینی                       |           | محمد و علی سعیدی | صدا و سیمای قُم                         | این قطعه به سفارش صدا و سیمای مرکز قم و با موضوع ایران بصورت ارکسترال تنظیم شده است که از گام مینور شروع و به گام ماژور ختم می شود. |
| ۳    | قطعه خیال‌انگیز       | ۱۳۹۷              | عبدالحسین برازنده، جمشید برازنده |           | محمد و علی سعیدی |                                        | ترانه‌سرای این اثر جمشید برازنده و تنظیم‌کننده محسن حسینی است. |
| ۴    | گل رنجیده            | ۱۳۹۸              | علی شفیعی                        |           | محمد و علی سعیدی | نواهنگ                                 | تنظیم حمید لالی برروی شعری از ابراهیم اسماعیلی ارضی.فیروز ویسانلو نوازنده گیتار و آکاردئون، داوود قهردی نوازنده پرکاشن و حمید لالی نوازنده پیانو در تولید این قطعه حضور داشتند. |
| ۵    | نگاری منی            | ۱۳۹۸              | سینا فرزادی‌پور                   |           | محمد و علی سعیدی | نواهنگ                                 | نگاری منی هم بر اساس ایده و طرح سینا فرزادی پور برای تولید یک مجموعه آلبوم موسیقی با لهجه اصفهانی و با هدف معرفی بخش های تازه ای از ادبیات، فرهنگ و موسیقی اصفهان در سال ۱۳۹۰ شکل گرفت و اولین بار هم در دانشگاه صنعتی اصفهان این قطعه با همراهی گروه موسیقی نوژان به سرپرستی سینا فرزادی پور و بابک رجبی و با صدای محمد و علی سعیدی اجرا شد.میکس و مستر: حمید لالی. |
| ۶    | گیسوی نگار           | ۱۳۹۸              | سینا فرزادی پور                  |           | محمد و علی سعیدی | Sheed Records                          | ترانه‌سرا: فیض الله نکویی دستجردی |
| ۷    | صبح نوروزی           | ۱۳۹۹              | علی شفیعی                        |           | محمد و علی سعیدی | Sheed Records                          | این اثر در آواز افشاری با کلام و آهنگ علی شفیعی، تنظیم و میکس میلاد بیضا، مسترینگ نوید صالح زاده و پوستر مهدی احمدیان منتشر شد.این اولین تجربه دوقلوهای آواز ایران در حوزه موسیقی پاپ الکترونیک است. |
| ۶    | ماه عاشقی            | ۱۳۹۹              | اسماعیل زاده کلام، مسعود تدینی   |           | محمد و علی سعیدی | Sheed Records                          | این قطعه به عنوان تیتراژ برنامه افطار «سیمای نور» تدارک دیده شده است. ضمن اینکه جواد فلاحتی مجری طرح و علی نعمت الهی تهیه کننده دیگر اعضای گروه اجرایی این قطعه را تشکیل می دهند. |
| ۷    | راه پاک تو           | ۱۴۰۰              | سیامک بهبهانی                    |           | محمد و علی سعیدی | Sheed Records                          | این قطعه با هدف ارج نهادن به زحمات کادر درمان در ایام همه‌گیری ویروس کرونا اجرا شده کلام این اثر از امیرحسین بختیاریست . |

## موسیقی فیلم
- تیتراژ سریال قالیچه با گروه موسیقی دلنوازان-۱۳۷۵
- تیتراژ سریال پشت کوه‌های بلند-۱۳۹۱[۲۲]

## پروژه های موسیقیایی
- پروژه بلبل‌های پارسی -  رهبر ارکستر علی رهبری، با الهام از پوئم سمفونیک نوحه‌خوان در سال ۱۴۰۰ پروژه ای را برای دو خواننده موسیقی سنتی نوشته و تصمیم دارد در قالب پروژه بلبل‌های پارسی ضبط کند. [۲۳]

- پروژه آواز کوتاه -ایده آواز کوتاه به مثابه فیلم کوتاه در سینما، داستان کوتاه در ادبیات و تک بیت و ضرب المثل ها در اشعار شاعران است که دارای ایجاز است و پیام. آوازی که با کمک کلام در راستای زندگی جامعه امروز است و رنگ اجتماعی و حتی انتقادی به خود می گیرد می تواند مخاطب را جذب کند.  [۲۴]